# Timelaea confluana
Timelaea confluana är en fjärilsart som beskrevs av Friedrich Wilhelm Niepelt 1916. Timelaea confluana ingår i släktet Timelaea och familjen praktfjärilar. Inga underarter finns listade i Catalogue of Life.